# Moment (Technische Mechanik)
Das Moment beschreibt in der Technischen Mechanik die Auswirkung einer an einem Punkt angreifenden vektoriellen Größe (gebundener Vektor, z. B. einer Kraft).  Dazu zählen u. a.:
- das Moment einer Kraft (Weg mal Kraft)
- das Moment eines Kräftepaares (ebenfalls Weg mal Kraft)
- das Moment einer Resultierenden (Weg mal Kraft).

Das Flächenmoment hingegen – das ebenfalls eine wichtige Rolle in der Mechanik spielt – ist eine Querschnittsgröße in der Stabstatik.

## Moment einer Kraft

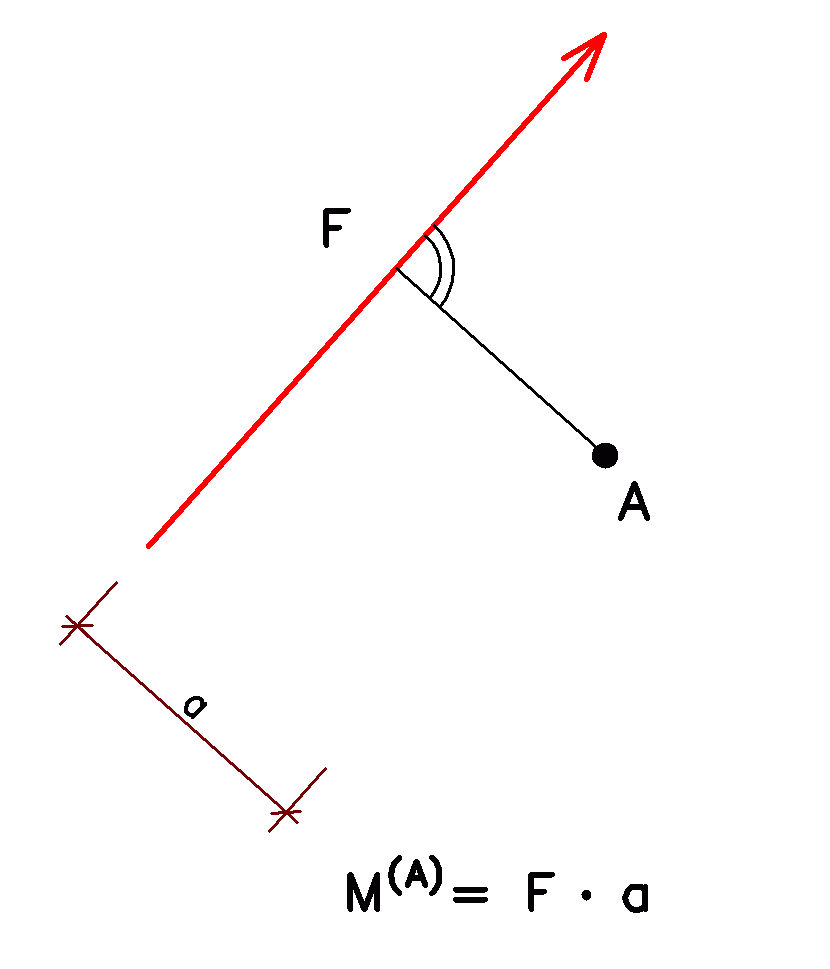
Kraft um einen Bezugspunkt

Der Vektor des Drehmoments {\displaystyle {\vec {M}}} ergibt sich aus dem Kreuzprodukt aus Ortsvektor und Kraftvektor:
{\displaystyle {\vec {M}}^{(A)}={\vec {r}}\times {\vec {F}}}
Dabei ist {\displaystyle {\vec {r}}} der Ortsvektor vom Bezugspunkt des Drehmoments zum Angriffspunkt der Kraft. Die Richtung des Drehmomentvektors gibt den Drehsinn des Drehmoments an.
In der Ebene ergibt sich das Moment {\displaystyle M} einer Kraft bezüglich eines Punktes {\displaystyle A} aus dem kürzesten senkrechten Abstand {\displaystyle a} zwischen dem Bezugspunkt und der Wirkungslinie der Kraft sowie dem Betrag der Kraft {\displaystyle F} zu:
{\displaystyle M^{(A)}=a\cdot F}
Es wird in der Technischen Mechanik auch als Kraftmoment oder polares Kraftmoment bezüglich eines Punktes bezeichnet. Details stehen unter der in der Physik gebräuchlichen Bezeichnung Drehmoment. In der Technischen Mechanik wird unter einem Drehmoment dagegen meist ein Moment verstanden, das eine Drehung hervorruft, zum Beispiel an einer Schraube oder einer (Motor-)Welle.

## Moment eines Kräftepaares

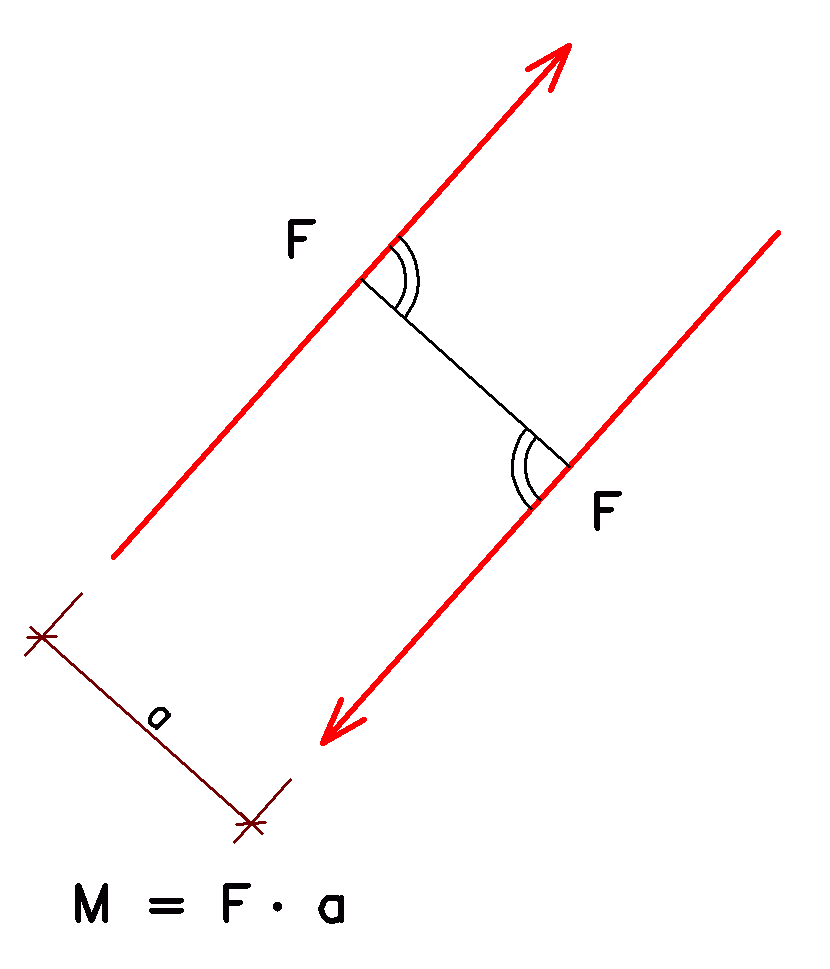
Kräftepaar

Das Moment {\displaystyle M} eines parallelen Kräftepaares ergibt sich aus dem Betrag {\displaystyle F} einer der beiden Kräfte und dem Abstand {\displaystyle a} zwischen den beiden Kräften zu:
{\displaystyle M=a\cdot F}
Im Gegensatz zu dem Moment einer Kraft bezieht sich das Moment eines Kräftepaares nicht auf einen Bezugspunkt. Ein Kräftepaar kann in der Mechanik starrer Körper durch ein entsprechendes Moment vollständig ersetzt werden. Eine einzelne Kraft kann dagegen nicht durch ihr Moment ersetzt werden.